# Reacción mecánica

Cuando a una viga adecuadamente sujeta al suelo se le aplica la fuerza F (en azul) aparecen diversas reacciones mecánicas (en rojo).

En ingeniería estructural e ingeniería mecánica, una reacción es una fuerza de sujeción de un elemento resistente al suelo u otro elemento de grandes dimensiones que sirve de soporte al elemento resistente. En sentido general a veces se habla de momentos de empotramiento o momentos reacción, en el caso de enlaces que además impiden el giro de algunas secciones de unión.

## Métodos de cálculo de reacciones
El cálculo de reacciones involucra calcular un número de parámetros (fuerzas o momentos) es mayor o igual que el número de grados de libertad eliminen las uniones con el exterior de una estructura o mecanismo.
Si el número de reacciones incógnita es inferior a tres el elemento resistente considerado es un mecanismo y requiere en general un cálculo dinámico para determinar completamente las reacciones. Si el número de reacciones incógnita es igual a tres, tenemos una estructura externamente isostática y las ecuaciones de la estática son suficientes para determinar las reacciones. Cuando el número de reacciones es superior a tres, tenemos una estructura hiperestática y es necesario considerar la rigidez de la misma para poder determinar completamente las reacciones. En este último caso existen diversos métodos para determinarlas:
- Teoremas de Castigliano.
- Teoremas de Mohr o Fórmulas de Navier-Bresse.
- Teorema de los tres momentos.
- Método matricial de la rigidez.
- Método de los elementos finitos.

## Condición de equilibrio
Dado un sólido una condición necesaria para que este sólido esté en equilibrio mecánico es que la suma de reacciones y el momento resultante de estas reacciones sea cero:

{\displaystyle \sum _{i=1}^{n}{\vec {F}}_{i}=0,\qquad \sum _{i=1}^{n}{\vec {r}}_{i}\times {\vec {F}}_{i}+\sum _{j=1}^{m}{\vec {M}}_{j}=0,}

Si el sólido es indeformable la condición además de necesaria es suficiente, sin embargo, para ciertos sólidos deformables la condición de que la suma de fuerzas y momentos se anule puede no ser suficiente. En ese último caso además deben satisfacerse locamente las ecuaciones diferenciales de equilibrio:

{\displaystyle {\begin{cases}{\cfrac {\partial \sigma _{xx}}{\partial x}}+{\cfrac {\partial \sigma _{xy}}{\partial y}}+{\cfrac {\partial \sigma _{xz}}{\partial z}}+b_{x}=0\\{\cfrac {\partial \sigma _{yx}}{\partial x}}+{\cfrac {\partial \sigma _{yy}}{\partial y}}+{\cfrac {\partial \sigma _{yz}}{\partial z}}+b_{y}=0\\{\cfrac {\partial \sigma _{zx}}{\partial x}}+{\cfrac {\partial \sigma _{zy}}{\partial y}}+{\cfrac {\partial \sigma _{zz}}{\partial z}}+b_{z}=0\end{cases}}}

Donde:
{\displaystyle \sigma _{ij}\,} denotan las componentes del tensor de tensiones.
{\displaystyle b_{i}\,} es la fuerza por unidad de volumen actuante en cada punto del sólido.
Las condiciones anteriores también son aplicables a un fluido y para la mayoría de fluidos admiten las ecuaciones anteriores son equivalentes a una forma más simple.